# Kyree King
Kyree King (né le 9 juillet 1994) est un athlète américain, spécialiste des épreuves de sprint.

## Biographie
Le 7 juin 2017, il court le 100 m en 10 s 00 à Eugene.

## Palmarès
| Date | Compétition        | Lieu     | Résultat | Discipline | Temps   |
| ---- | ------------------ | -------- | -------- | ---------- | ------- |
| 2022 | Championnats NACAC | Freeport | 2e       | 100 m      | 10 s 08 |
| 2022 | Championnats NACAC | Freeport | 2e       | 200 m      | 20 s 00 |
| 2022 | Championnats NACAC | Freeport | 1er      | 4 × 100 m  | 38 s 29 |
| 2024 | Relais mondiaux    | Nassau   | 1er      | 4 × 100 m  | 37 s 40 |

## Records
| Épreuve | Performance | Lieu   | Date         |
| ------- | ----------- | ------ | ------------ |
| 100 m   | 9 s 96      | Eugene | 24 juin 2022 |
| 200 m   | 19 s 90     | Eugene | 29 juin 2024 |